# Valente
Valente là một đô thị thuộc bang Bahia, Brasil. Đô thị này có diện tích 356,895 km², dân số năm 2007 là 21653 người, mật độ 56,3 người/km².